# キ99 (航空機)
キ99は、大日本帝国陸軍が計画した近距離戦闘機（局地戦闘機）。実機の製作には至っていない。

## 概要
1943年（昭和18年）、陸軍はその研究方針の中で陸海軍間での局地戦闘機の機種統合を目指し、同年7月5日に航密第8476号で三菱重工業に対し陸海軍共同試作機となる近距離戦闘機（局地戦闘機）の試作を指示した。
陸軍の要求は、速度と上昇力を重視するとともに軽快性を併せ持ち、最大速度は750 km/h、常用高度は4,000 - 11,000 m、行動半径は最大800 kmに加えて巡航1時間 + 全力30分の余裕を持つことを目標とするものだった。武装については20mm機関砲2門と30mm機関砲1 - 2門の装備のほか、40mm機関砲や軽微な爆撃装備の研究も求められていた。
三菱はこれを受けて、三菱「ハ211」または「ハ211ル」エンジンを搭載した単座単発機を計画した。1946年（昭和21年）3月の審査完了を予定していたが作業は停滞し、開発機種整理総合に伴い基礎設計段階で1944年（昭和19年）5月に開発は中止された。

## 諸元（計画値）
出典：『日本陸軍の試作・計画機 1943〜1945』 62頁、『日本航空学術史（1910－1945）』 417頁。
- エンジン：三菱 ハ211[1] または ハ211ル 空冷星型18気筒（離昇2,200 hp）[4] × 1
- 最大速度：700 km/h以上（目標値）
- 常用高度：10,000 m（目標値）
- 武装：
30mm機関砲 × 2
20mm機関砲 × 2
- 乗員：1名